# 24 (드라마)
《24》는 FOX에서 방영된 미국의 드라마이다. 테러 위협에 맞서는 대테러 요원들의 활약을 그렸으며, 한 시즌 실시간으로 전개되는 24편이 극중의 하루를 그린다는 특징이 있다. 대한민국은 MBC에서 2005년 1월부터 2005년 12월까지 매주 토요일 오후 1시 10분에 시즌 1~2를 연속 방영했다.
24의 2시간 리얼타임 프리퀼인 24: 리뎀션 (24: Redemption)이 2008년 11월 23일에 FOX에서 방영되었다.

## 방송 시간
| 방송 채널 | 방송 기간                   | 방송 시간                                 |
| --------- | --------------------------- | ----------------------------------------- |
| MBC       | 2005년 1월 8일 ~ 7월 9일    | 매주 토요일 낮 13:10 ~ 14:00(50분,시즌 1) |
| MBC       | 2005년 7월 16일 ~ 12월 31일 | 매주 토요일 낮 13:10 ~ 14:00(50분,시즌 2) |

## 특징 및 소개
- 하루 동안에 발생한 일들을 한 시간짜리 24개 에피소드로 나눠 보여주는 독특한 형식의 하드보일드형 미스터리 액션 드라마이다.
- 《24》는 제목이 시간을 강조하는 것처럼 '거의' 현실에 가까운 '리얼타임 진행'이라는 독특한 컨셉으로, 동일한 특정시간대에 각기 다른 곳에 위치한 다양한 등장인물들을 분할/교차 편집으로 보여주면서 사건을 전개한다.

## 출연
- 키퍼 서덜랜드 - 잭 바우어
- 레슬리 호프 - 테리 바우어(시즌 1)
- 엘리샤 커스버트 - 킴벌리 바우어
- 세라 클라크 - 니나 마이어스(시즌 1,2,3)
- 카를로스 버나드 - 토니 알메이다
- 데니스 헤이스버트 - 데이비드 파머
- 페니 존슨 제럴드 - 셰리 파머
- 잰더 버클리 - 조지 메이슨
- 세라 윈터 - 케이트 워너(시즌 2,3(3에는 비중이 크지 않다.))
- 레이코 에이리스워스 - 미셀 데슬러(시즌 2,3,4,5(5에서 등장하자마자 사망-지못미-))
- 빌리 버크 - 게리 매터슨(시즌 2)
- 미셸 포브스 -린 크레스기(시즌 2)
- 티머시 카라트 - 에릭 레이번(시즌 2)
- 세라 길버트 - 폴라 셰퍼(시즌 2)
- 트레이시 미든도프 - 칼라 매터슨(시즌 2)
- 스카이 매콜 바튜시아크 - 메건 매터슨(시즌 2)
- 메리솔 니컬스 - 나디아 야시르(시즌 6)
- 에릭 밸포 - 마일로 프레스먼 (시즌 6)
- 메리 린 라이스커브 - 클로이 오브라이언
- 제임스 모리슨 - 빌 뷰캐넌
- 애니 워싱 - FBI 요원 러네이 워커

## 방송
- 미국
  - 시즌 1 - 2001년 11월 6일 ~ 2002년 5월 21일 (미국 동부 시간)
  - 시즌 2 - 2002년 10월 29일 ~ 2003년 5월 20일 (미국 동부 시간)
  - 시즌 3 - 2003년 10월 28일 ~ 2004년 5월 25일 (미국 동부 시간)
  - 시즌 4 - 2005년 1월 9일 ~ 2005년 5월 23일 (미국 동부 시간)
  - 시즌 5 - 2006년 1월 15일 ~ 2006년 5월 22일 (미국 동부 시간)
  - 시즌 6 - 2007년 1월 14일 ~ 2007년 5월 21일 (미국 동부 시간)
  - 24:리뎀션 - 2008년 11월 23일 (미국 동부 시간)
  - 시즌 7 - 2009년 1월 11일 ~ 2009년 5월 18일 (미국 동부 시간)
  - 시즌 8 - 2010년 1월 17일 ~ 2010년 5월 24일 (미국 동부 시간)
  - 시즌 9 - 2014년 5월 5일 ~ 2014년 7월 14일 (미국 동부 시간)
  - 외전(레거시) - 2017년 2월 5일 ~ 2017년 4월 17일 (미국 동부 시간)

- 한국
  - 시즌 1-2005년 1월~2005년 6월
  - 시즌 2-2005년 7월~2005년 12월

## 한국판 성우 출연
- 안지환-잭 바우어
- 송도영-테리 바우어(시즌 1)
- 김서영-킴벌리 바우어
- 정남-니나 마이어스(시즌 1)
- 최원형-토니 알메이다
- 박일-데이비드 파머
- 엄현정-셰리 파머
- 권혁수-조지 메이슨
- 박선영-미셸 데슬러(시즌 2)
- 윤성혜-케이트 워너(시즌 2)
- 윤소라-앨버타 그린(시즌 1) / 린 크레스기(시즌 2)
- 송준석-게리 매터슨(시즌 2)
- 박신희-메건 매터슨(시즌 2)
- 김영선
- 정재헌
- 김태훈
- 김용준

## 등장 무기들
- 시즌 1,2에서 잭 바우어가 주로 사용하는 권총은 SIG P228이다.
- 시즌 1, 에피소드 2에서 잭 바우어는 SIG P228을 사용한다.리처드는 베레타 92로 무장했다.게인즈이 부하들은 헤클러&코흐 USP를 사용한다.
- 시즌 1, 에피소드 4에서는잭 바우어는 SIG P228을 사용한다. 여경찰은 베레타 92로 무장했고 펜티코프는 글록으로 무장했다.
- 시즌 1, 에피소드 5에서는 잭 바우어는 SIG P228을 사용한다. 조지메이슨은 Smith & Wesson 5906으로 무장했다.
- 시즌 1, 에피소드 7에서는 잭바우어는 SIG P228으로 무장했다.
- 시즌 1, 에피소드 8에서는 잭바우어는 SIG P228으로 무장했다. Magnum Research Lone Eagle으로 무장했다.
- 시즌 1, 에피소드 11에서는 잭바우어는 SIG P228으로 무장했다. 케빈캐롤은 글록으로 무장했다.
- 시즌 1, 에피소드 12에서 릭이 사용하는 기관단총은 우지 기관단총이다. 케빈 케롤이 사용하는 기관단총은 잉그램 MAC-10으로 추정된다.
- 시즌 1, 에피소드 13에서 게인즈는 드라구노프 저격총을 사용한다. 케빈 케롤은 잉그램 MAC-10으로 무장했다. 잭 바우어는 SIG P228을 사용한다.
- 시즌 1, 에피소드 20에서 드레이즌 일당은 우지 기관단총과 AK-47으로 무장했다. 잭 바우어 측은 MP5와 M4 카빈을 사용한다.
- 시즌 1, 에피소드 24에서 잭 바우어는 헤클러&코흐 USP를 사용한다.
- 시즌 2, 에피소드 1에서 잭 바우어는 베레타 M92FS을 사용한다.
- 시즌 2, 에피소드 4에서 잭 바우어는 S&W 모델 60 + 베레타 M92FS Inox를 사용한다.
- 시즌 2, 에피소드 7에서 잭 바우어는 SIG P228을 사용한다.
- 시즌 2, 에피소드 9에서 잭 바우어는 헤클러&코흐 P2A1, M4A1 카빈에 20발 들이 탄창을 사용한다.
- 시즌 2, 에피소드 10에서 잭바우어는 Mossberg 500를 무장했다. CTU요원들과 타격대는 글록과 MP5로 무장했다. 인질범은 마이크로 우지 기관단총을 사용한다.
- 시즌 2, 에피소드 11에서 잭 바우어는 SIG P228을 사용한다. CTU 요원들과 타격대는 글록과 MP5로 무장했다.
- 시즌 2, 에피소드 12에서 잭 바우어는 SIG P228을 사용한다. CTU 요원들과 타격대는 글록과 MP5로 무장했다. 알리는 레타 92로 무장했다.
- 시즌 2, 에피소드 17에서 잭 바우어는 자동차 트렁크에서 잉그램 MAC-10을 꺼낸다. 트렁크에는 이외에도 헤클러&코흐 G36 등이 있다.
- 시즌 2, 에피소드 18에서 유서프는 베레타 92, 피카티니 레일이 부착된 헤클러&코흐 MP5를 사용한다. 잭 바우어는 SIG P228, 잉그램 MAC-10을 사용한다. 조나단 월리스는 콜트 M1911, 마이크로 우지를 사용한다.
- 시즌 2, 에피소드 19에서 스탁은 테이저 건을 사용한다. 잭 바우어는 SIG P228을 사용한다.
- 시즌 2, 에피소드 20에서 잭 바우어는 헤클러&코흐 USP를 사용한다.
- 시즌 2, 에피소드 22에서 잭 바우어, 킴 바우어는 베레타 92를 사용한다.
- 시즌 2, 에피소드 23에서 잭 바우어는 베레타 92를 사용한다.
- 시즌 2, 에피소드 24에서 잭 바우어는 헤클러&코흐 SR9T를 사용한다. 피터 킹슬리 일당 중 일부는 베레타 모델 12를 사용한다. 잭 바우어가 피터 킹슬리에게 겨눈 권총은 발터 PPK이다. 미국 비밀검찰국 요원들은 헤클러&코흐 MP5K를 사용한다.
- 시즌 3, 에피소드 5에서 잭 바우어는 SW Model 66를 사용한다.
- 시즌 3, 에피소드 10에서 니나 마이어스가 원래 가지고 있던 권총은 발터 PPK이다. 잭 바우어는 베레타 92FS를 사용한다.
- 시즌 3, 에피소드 14에서 잭 바우어는 베레타 92FS를 사용한다.
- 시즌 3, 에피소드 15에서 잭 바우어는 HK USP 컴팩트를 사용한다.
- 시즌 3, 에피소드 17에서 헬리콥터는 M60 기관총으로 무장했다. MI6 건물에서 썬더스 일당은 잉그램 MAC-10과 마이크로 우지를 사용하는 것으로 추정된다. 잭 바우어는 HK USP 컴팩트를 사용한다.
- 시즌 3, 에피소드 18에서 잭 바우어는 HK USP 컴팩트를 사용한다.
- 시즌 3, 에피소드 22에서 썬더스 일당은 헤클러&코흐 MP5K, 마이크로 우지 등을 사용한다. 헬리콥터는 M60 기관총으로 무장했다. CTU 요원들은 M4 카빈을 사용하며, 토니 알메이다는 베레타 M92FS Inox를 사용한다.
- 시즌 3, 에피소드 24에서 잭 바우어는 HK USP 컴팩트를 사용한다.
- 시즌 4, 에피소드 1에서 잭 바우어는 글록 권총을 사용한다. 테러리스트들은 우지 기관단총, 슈타이어 TMP 등을 사용한다.
- 시즌 4, 에피소드 3에서 잭 바우어는 애큐러시 인터내셔널 AWP를 사용한다.
- 시즌 4, 에피소드 4에서 헬러 장관은 글록과 AKM을 사용한다.
- 시즌 4, 에피소드 6에서 잭 바우어는 HK USP 컴팩트와 AKMS를 사용한다. 공격 헬리콥터는 AH-1 슈퍼코브라이다. 테러리스트들은 AK-47과 우지 기관단총 등을 사용한다. 미 해병대는 M16 소총과 M4 카빈을 사용한다.
- 시즌 4, 에피소드 7에서 잭 바우어는 HK USP 컴팩트, 베레타 92FS를 사용한다. 테러리스트들은 MP5K와 슈타이어 SPP 등을 사용한다.
- 시즌 4, 에피소드 8에서는 잭 바우어는 HK USP 컴팩트를 사용한다 토니알메이다는 베레타 9000를 사용한다. 헨리 파웰은 베레타 92FS를 사용한다.
- 시즌 4, 에피소드 11에서는 잭 바우어는 HK USP 컴팩트를 사용한다 커티스는 베레타 92를 사용한다. CTU 타격대는 MP5를 사용한다.
- 시즌 4, 에피소드 13에서 잭 바우어는 HK USP 컴팩트, 루거 미니-14, 모스버그 590을 사용한다. 용병들은 M4A1 카빈을 사용한다.
- 시즌 4, 에피소드 16에서 잭 바우어는 HK USP 컴팩트를 사용한다. 테러리스트들은 슈타이어 SPP, 마이크로 우지 등을 사용한다. CTU는 M4A1 카빈 등을 사용한다. FBI 요원, CTU 하트 요원, 여자 테러리스트는 글록 권총을 사용한다.
- 시즌 4, 에피소드 17에서 잭 바우어는 HK USP 컴팩트를 사용한다. 테러리스트가 사용하는 기관단총은 잉그램 MAC-10으로 추정된다. 잭 바우어와 동행한 요원은 글록 권총을 가지고 있다.
- 시즌 4, 에피소드 18에서 CTU 요원들은 글록 권총과 MP5K로 무장했다.
- 시즌 4, 에피소드 19에서 잭 바우어는 HK USP 컴팩트를 사용한다. 클로이는 M4 카빈을 사용하는 것으로 추정된다.
- 시즌 4, 에피소드 21에서 잭 바우어는 HK USP 컴팩트를 사용한다.
- 시즌 4, 에피소드 24에서 잭 바우어는 HK USP 컴팩트를 사용한다. 하빕 마란은 마이크로 우지를 사용한다.
- 리뎀션에서 프렝크 트라멜은 현대자동차의 산타페를 탄다.
- 리뎀션에서 크리스는 현대자동차의 프리미엄 세단인 제네시스를 탄다.
- 리뎀션에서 잭바우어는 글록권총을 사용한다.
- 시즌 5, 에피소드 1에서는 잭바우어는 HK USP 컴팩트를 사용한다. 클로이는 글록을 사용한다.
- 시즌 5, 에피소드 2에서는 웨인팔머가 잭바우어에게 겨눈 권총은 HK USP이다. 테러리스트들은 AKM과 폭탄조끼로 무장했다.
- 시즌 5, 에피소드 3에서는 잭바우어는 HK USP를 사용한다. 테러리스트들은 AKM과 폭탄조끼로 무장했고 테러범중 하나는 M1911를 사용한다.
- 사즌 5, 에피소드 4에서는 잭바우어는 SIG P225를 사용한다. 테러범들 AKM과 우지 폭탄조끼로 무장했고 CTU타격대는 M4A1와MP5을 사용한다.
- 시즌 5, 에피소드 5에서는 CTU의료진으로 변장한 전문암살자는 글록권총을 사용한다.마지막에 등장한 보안요원들은 베레타 92로무장했다.
- 시즌 5, 에피소드 6에서는 비밀검찰국 요원이 잭바우어한테 겨눈 권총은 SIG P228이다. 그리고 경찰 기동대는 MP5 레밍턴 M870 베레타 92로무장했다.
- 시즌 5, 에피소드 7에서는 잭바우어는 HK USP 컴팩트를 사용한다. 커티스글록권총을 무장했고 CTU타격대는 M4A1을 무장했다.
- 시즌 5, 에피소드 8에서는 잭바우어와 동행한 테러리스트 2명은 베레타 92와 CZ75로 사용한다, 그리고 백화점에서 미행한 CTU 타격대는 MP5을 무장했다.
- 시즌 5, 에피소드 9에서는 잭바우어는 HK USP 컴팩트를 사용한다. 그리고 나핸슨은 SIG P226개량형 과 G36C무장했고 테러범들은 HK G36과헬리콥터와 M60로 무장했다.
- 시즌 5, 에피소드 10에서는 잭바우어는 HK USP 컴팩트를 사용한다. 크리스토퍼 핸더슨은 테이저 건사용했고 테러범들은 HK G36과 HK UMP화염방사기 SMAW로 무장했고 비밀검찰국 요원들과 애런피어스는 MP5K과SIG P228를 사용한다.
- 시즌 5, 에피소드 11에서는 잭바우어는 HK USP 컴팩트를 사용한다.병원에 있는 커티스는 글록을 무장했고 CTU타격대는 M4A1을 무장했다.
- 시즌 5, 에피소드 12에서는 잭바우어는 HK USP 컴팩트를 사용한다. CTU본부에 침입한 테러리스트는 Vektor CP1을 무장했다.
- 시즌 5, 에피소드 13에서는 토니알메이다가 요원한테 글록권총을 겨눈다.
- 시즌 5, 에피소드 14에서는 잭바우어는 HK USP 컴팩트를 사용한다. MI6요원은 글록권총을 무장했고 커티스는 글록을 무장했고 CTU타격대는 M4A1을 무장했다.
- 시즌 5, 에피소드 15에서는 잭바우어는 HK USP 컴팩트를 사용한다. 커티스는 글록을 무장했고 비에르코는 베레타 92로무장했다 그리고 부하들은HK G36무장했다.
- 시즌 5, 에피소드 16에서는 잭바우어는 HK USP 컴팩트와 헤클러&코흐 SL8를 사용한다. 웨인파머는 SIG P226를 사용한다. 핸더슨 일당은 HK G36를 사용한다.
- 시즌 5, 에피소드 17에서는 잭바우어는 HK USP 컴팩트를 사용한다.웨인파머는 SIG P226를 사용한다. 핸더슨 일당은 HK G36과 MP5를사용하고 출동한 경찰과 군대는 레밍턴 M870과 험비에 무장한M2기관총과 M16 소총을 사용한다.
- 시즌 5, 에피소드 18에서는 잭바우어는 HK USP 컴팩트를 사용한다. 핸더슨 일당은 MP5을 사용한다.
- 시즌 5, 에피소드 19에서는 잭바우어는 HK USP 컴팩트를 사용한다. 커티스글록권총을 무장했고 CTU타격대는 M4A1을 무장했다.
- 시즌 5, 에피소드 20에서는 잭바우어는 HK USP 컴팩트를 사용한다.
- 시즌 5, 에피소드 21에서는 잭바우어는 HK USP 컴팩트를 사용한다. 출동한 해병대는 장교는 베레타 92를 사병은 M16 소총을 사용한다.
- 시즌 5, 에피소드 22에서는 잭바우어는 HK USP 컴팩트를 사용한다. 커티스글록권총을 무장했고 CTU타격대는 M4A1을 무장했다. 핸더슨과 테러리스트는 글록과 S&W제 권총을 무장했다.
- 시즌 5, 에피소드 23에서는 잭바우어는 HK USP 컴팩트를 사용한다. 비에르코 일당은 CZ75과 S&W 제권총 MP5K를 무장했다.
- 시즌 5, 에피소드 24에서는 잭바우어가 찰스로건에게 HK USP 컴팩트를 겨눈다. 출동한 비밀검찰국과 경찰들은 M4A1을 무장했다.
- 시즌 6, 에피소드 1에서는 해군비행장에서는 미해병대와 커티스는 M16과 M4A1 글록을 무장했다.
- 시즌 6, 에피소드 2에서는 잭바우어는 SIG P228을 사용한다. 알아사드는 Ruger P94를 사용한다.
- 시즌 6, 에피소드 3에서는 잭바우어HK USP 컴팩트를 사용한다 커티스는 글록사용했다. CTU타격대는 M4A1을 무장했다. 테러리스트는 P99를 사용한다.
- 시즌 6, 에피소드 4에서는 커티스는 글록을 아사드에게 겨눈다. 잭바우어가 커티스에게 HK USP 컴팩트를 겨눈다.
- 시즌 6, 에피소드 6에서는 잭바우어는 HK USP 컴팩트를 사용한다. 필립바우어의 부하들은 SIG P228과 베레타 92를 사용한다.
- 시즌 6, 에피소드 7에서는 잭바우어는 HK USP 컴팩트와 SIG P228 그리고 CTU타격대는 M4A1을 무장했다. 그레엄 바우어는 베레타 92를 무장했다.
- 시즌 6, 에피소드 8에서는 잭바우어는 HK USP 컴팩트와 Mossberg 500를 무장했다. 그리고 CTU타격대는 M4A1와MP5K을 무장했다. 파예드의 부하들은 AKM를 무장했다.
- 시즌 6, 에피소드 9에서는 잭바우어는 HK USP 컴팩트를 무장했다. CTU타격대는 M4A1을 무장했고 폭발로 기습한 필립바우어의 부하3명은 TMPAKMHK G36을 무장했다.
- 시즌 6, 에피소드 10에서는 잭바우어는 HK USP 컴팩트를 무장했다. 조쉬를 인질로 잡은 필립바우어는 Springfield 1911 무장했다.
- 시즌 6, 에피소드 12에서는 잭바우어는 HK USP 컴팩트를 무장했다. LA러시아 대사관 보안요원들은 AKM과 마카로프 무장했다.
- 시즌 6, 에피소드 13에서는 잭바우어는 마카로프를 무장했다. LA러시아 대사관 보안요원들은 AKM과 마카로프 무장했다. 그리고 마이클 도일은글록과 M4A1을 무장했고 CTU 타격대는 M4A1을 무장했다.
- 시즌 6, 에피소드 14에서는 잭바우어는 HK USP 컴팩트를 무장했다. 마이클 도일은 글록은 글록으로 무장했고 CTU 타격대는 M4A1로 무장했다. 테러범중 하나는 베레타 92와 M67수류탄을 소지했다.
- 시즌 6, 에피소드 15에서는 잭바우어는 HK USP 컴팩트를 무장했다. CTU 타격대는 M4A1과 Remington 700을 무장했다. 그라텐코의 부하들은 베레타 92로 무장한 것으로 보인다.
- 시즌 6, 에피소드 16에서는 잭바우어는 HK USP 컴팩트를 무장했다. CTU 타격대는 M4A1로 무장했다. 파예드는 제리코941로 무장했고 부하들은 AKM를 무장했다.
- 시즌 6, 에피소드 17에서는 잭바우어는 HK USP 컴팩트를 무장했다. 마이클 도일은 글록을 무장했고 CTU 타격대는 M4A1로 무장했다. 파예드는CZ75을 무장했고 부하들은 AKM를 무장했다.
- 시즌 6, 에피소드 19에서는 잭바우어는 HK USP 컴팩트를 무장했다. 마이클 도일은 글록을 무장했고 뒤늦게 나타난 CTU 타격대는 M4A1로 무장했다.쳉의 부하들은 AKM부하중 하나는 Remington 700을 무장했다.
- 시즌 6, 에피소드 21에서는 잭바우어는 베레타 Px4 Storm과 HK G36으로 무장했다. 쳉의 부하들은HK G36MP5MP5K무장했고 이들의 두목은 글록을 무장했다.
- 시즌 6, 에피소드 22에서는 잭바우어는 HK USP 컴팩트를 무장했다. 마이클 도일은 글록을 무장했고 CTU 타격대는 M4A1로 무장했다. 쳉은 글록을 무장했고 부하들은 MP5K과HK UMP 무장했다.
- 시즌 6, 에피소드 24에서는 잭바우어는 HK USP 컴팩트와 MP7으로 무장했다. 쳉은 글록을 무장했고 부하들은 잉그램 MAC-10 AKM를 무장했다. 마지막장면에서는 헬런장관에게 베레타 92를 겨눈다.
- 시즌 7, 에피소드 1에서는 잭바우어는 HK USP 컴팩트를 사용한다. 르네워커는 글록을 무장했고 테러범으로 의심되는 자는 Taurus PT24를 무장했다.
- 시즌 7, 에피소드 2에서는 잭바우어는 HK USP 컴팩트를 사용한다. 르네워커는 글록을 무장했고 토니알메이다는 SIG P228를 무장했고 부하들은 SIG P228베레타 92를 사용한다.
- 시즌 7, 에피소드 3에서는 잭바우어는 글록을 사용한다. 토니알메이다는 SIG P228를 무장했고 이들을 체포하러온 FBI 보안요원들과 FBI SWAT팀은 글록과 M4A1으로 무장했다.
- 시즌 7, 에피소드 4에서는 잭바우어는 MP7으로 무장했다. 토니알메이다는 MP5K무장했고 에머슨은 HK G36 무장했고 샹갈라 수상의 경호원들은 브라우닝 하이파워로 무장했다.
- 시즌 7, 에피소드 5에서는 잭바우어는 HK USP 컴팩트와 MP7으로 무장했다. 토니알메이다는 MP5K무장했고 에머슨은 HK G36 무장했고 목격한 르네워커는 글록을 무장했다.
- 시즌 7, 에피소드 6에서는 잭바우어는 HK USP 컴팩트와 AIG Asymmetric Warrior ASW338LM로 무장했다. 토니알메이다는 글록을 무장했고 니콜슨일당은 글록과 Taurus PT24를 무장했다.
- 시즌 7, 에피소드 7에서는 잭바우어는 HK USP 컴팩트와MP7으로 무장했다. 토니알메이다는 HK G36과SIG P228 무장했고 빌뷰캐넌은 베레타 92와 MP5무장했고 르네 워커는 글록으로 무장했다. 두바쿠 일당은 HK G36과 MP5K으로 무장한 것으로 보인다.
- 시즌 7, 에피소드 8에서는 잭바우어는 HK USP 컴팩트으로 무장했다. 르네 워커는 글록으로 무장했고 두바쿠의 부하들은 MP5K HK G36 Steyr TMP베레타 92로 무장했다.
- 시즌 7, 에피소드 9에서는 잭바우어는 HK USP 컴팩트으로 무장했다. 르네 워커는 글록으로 무장했고 잘못된 정보를 받은 경찰들은 글록으로 무장했다.
- 시즌 7, 에피소드 10에서는 잭바우어는 HK USP 컴팩트으로 무장했다. 르네 워커는 글록으로 무장했고 두바쿠와 부하들은 Kimber Warrior으로 무장한 것으로 보인다.
- 시즌 7, 에피소드 11에서는 잭바우어는 베레타 92와 테이저 건을 사용한다. 백악관의 군인들은 베레타 92로 무장했다.
- 시즌 7, 에피소드 12에서는 잭바우어는 베레타 92로 무장했다. 주마와 그의 부하들은 브라우닝 하이파워 HK G36MP5로 무장했고 비밀검찰국 요원들은 글록과SIG P228과MP5K로 무장했다.
- 시즌 7, 에피소드 13에서는 잭바우어는 HK USP 컴팩트과HK G36으로 무장했다. 애런피어스는 HK G36를 빼앗어서 무장했고 주마와 그의 부하들은 HK G36MP5 무장했다.
- 시즌 7, 에피소드 15에서는 잭바우어는 HK USP 컴팩트과M4A1개량형으로 무장했다. 토니알메이다는 SIG P228과MP7으로 무장했고 스타크 우드 용병들은 MP5K 베레타 92로 무장한 것으로 보인다.
- 시즌 7, 에피소드 16에서는 토니알메이다는 글록으로 무장했다. 래리모스는 SIG P228이고 FBI SWAT팀은 M4A1으로 무장했다.마지막에 나타난 스타크우드 용병들은 FN F2000 험비에 무장한M2기관총으로 무장한 것으로 보인다.
- 시즌 7, 에피소드 17에서는 토니알메이다는 글록으로 무장했다. 경비인 스타크우드 용병들은 FN F2000 험비에 무장한M2기관총으로 무장한 것으로 보인다.
- 시즌 7, 에피소드 18에서는 래리모스는 SIG P228로무장했다. 스틱스는 레밍턴 M870을 무장했다.
- 시즌 7, 에피소드 19에서는 FBI요원들은 글록과M4A1로 무장했다. 토니알메이다는 HK USP 컴팩트로 무장했다.
- 시즌 7, 에피소드 20에서는 토니알메이다는 HK USP 컴팩트로 무장했다.
- 시즌 7, 에피소드 21에서는 잭바우어는 HK USP 컴팩트로 무장했다.FBI요원들은 글록과M4A1으로 무장했고 테러범은 베레타 92로 무장했다.
- 시즌 7, 에피소드 22에서는 잭바우어는 HK USP 컴팩트로 무장했다.FBI요원들은 글록과M4A1으로 무장했다.
- 시즌 7, 에피소드 23에서는 잭바우어는 HK USP 컴팩트와 SIG P228로 무장했다. 토니의 부하는 SIG P228로 무장했고 공항 경찰은 글록으로 무장했다.
- 시즌 7, 에피소드 24에서는 잭바우어는 HK USP 컴팩트로 무장했다. FBI요원들은 글록과M4A1으로 무장했고 앨런윌슨의 부하들은 베레타 92와 HK G36으로 무장했고 토니알메이다는 SIG P228로무장했다.
- 시즌 8, 에피소드 1에서는 잭바우어는 HK USP 컴팩트와MP5K로무장했다. 경찰2명은 레밍턴 M870과 베레타 92 무장했고 암살자들은 MP5K로 무장했다.
- 시즌 8, 에피소드 3에서는 잭바우어는 HK USP 컴팩트로무장했다. 경찰2명은 베레타 92와글록과테이저 건을 무장했다.
- 시즌 8, 에피소드 4에서는 잭바우어는 HK USP 컴팩트로무장했다.오티스콜은 글록으로 무장했고 경호원들은MP5K로 무장했다. 파머는 SW99으로 무장했다.
- 시즌 8, 에피소드 6에서는 잭바우어는 HK USP 컴팩트로무장했다. 오티스콜은 Mk 12 Mod 0 SPR으로 엄호했고 블라디미르의 부하들은 베레타 92로 무장한 것으로 보인다.
- 시즌 8, 에피소드 7에서는 잭바우어는 HK USP 컴팩트로무장했다. 블라디미르의 부하들은 베레타 92로 무장했다.
- 시즌 8, 에피소드 8에서는 잭바우어는 베레타 92와TMP로 무장했다. 바자예프는 레밍턴 M870으로 무장했으면 부하들은 MP5K와TMP로 무장했다.
- 시즌 8, 에피소드 10에서는 잭바우어는 HK USP 컴팩트로무장했다. CTU타격대는 M4A1으로 무장했고 사미르의 부하는 HK 416으로 무장했다.
- 시즌 8, 에피소드 11에서는 잭바우어는 HK USP 컴팩트로무장했다. CTU타격대는 M4A1으로 무장했고 마르코스는 글록과 폭탄조끼를 장착했다.
- 시즌 8, 에피소드 12에서는 잭바우어는 HK USP 컴팩트로무장했다. 오티스콜은 글록으로 무장했고 CTU타격대는 M4A1으로 무장했다. 경찰SWAT팀은 M4A1으로 무장했으며 타린은 베레타 92로 무장했다.
- 시즌 8, 에피소드 13에서는 잭바우어는 HK USP 컴팩트와 M4A1으로 무장했다. 오티스콜과 CTU타격대는 M4A1과MP5K으로 무장했다. 사미르의 부하들은 HK G36와HK 416으로 무장했다. 르네워커는 글록으로 무장했다.
- 시즌 8, 에피소드 14에서는 잭바우어는 HK USP 컴팩트로 무장했다.르네워커는 글록으로 무장했으며 하산은 베레타 92로 무장했다. 비밀검찰국 요원들은 SIG P228과 MP5K로 무장했다. 비숍의 부하들은 M4A1으로 무장했다.
- 시즌 8, 에피소드 15에서는 잭바우어는 HK USP 컴팩트로 무장했다.하산은 베레타 92로 무장했으며 비숍은 글록으로 무장했다.
- 시즌 8, 에피소드 16에서는 잭바우어는 HK USP 컴팩트로 무장했다. 르네워커는 글록으로 무장했으며 오티스콜과 CTU타격대는 M4A1 Barrett M98 Bravo Blaser R93으로 무장했다. 사미르와 부하들은 글록SW99베레타 92로 무장했다.
- 시즌 8, 에피소드 18에서는 잭바우어는 HK USP 컴팩트로 무장했다.CTU 요원들과 타격대는 MP5K와M4A1으로 무장했다.
- 시즌 8, 에피소드 19에서는 잭바우어는 MP7으로 무장했다. 오티스콜과 CTU요원들은 글록으로 무장했다.
- 시즌 8, 에피소드 20에서는 잭바우어는 HK USP 컴팩트로 무장했다.오티스콜 글록으로 무장했으며 데이나는 SW99으로 무장했다. 뉴욕경찰은 SIG P228로 무장했다.
- 시즌 8, 에피소드 21에서는 잭바우어는 HK USP 컴팩트로 무장했다.릭커는 Kimber Warrior 무장했다.토카예프는 Springfield M-1A 무장했으면 그의 부하들은 SIG P228로 무장했다.
- 시즌 8, 에피소드 22에서는 잭바우어는 HK USP 컴팩트와 레밍턴 M870으로 무장했다.
- 시즌 8, 에피소드 23에서는 잭바우어는 HK USP 컴팩트와 FN SCAR-L으로 무장했다. 클로이는 글록으로 무장했다.
- 시즌 8, 에피소드 24에서는 잭바우어는 HK USP 컴팩트로 무장했다. 클로이는 글록으로 무장했다.
- 시즌 9, 에피소드 1에서는 잭바우어는 글록으로 무장했다.CIA요원들은 글록과 MP7으로 무장했다.
- 시즌 9, 에피소드 2에서는 잭바우어는 HK P30으로 무장했다.벨첵은 베레타 Px4 Storm으로 무장했으며 애셔와 그의부하들은 Smith & Wesson 5906 우지 기관단총로 무장했다.
- 시즌 9, 에피소드 3에서는 잭바우어는 HK P30으로 무장했다.
- 시즌 9, 에피소드 4에서는 잭바우어는 글록으로 무장했다.대사관의 해병대는 베레타 92와M4A1으로 무장했다.
- 시즌 9, 에피소드 6에서는 잭바우어는 Steyr M9-A1으로 무장했다. 케이트는 Steyr S9-A1으로 무장했으며 리스트의 부하들은 Steyr M9-A1 Steyr S9-A1 Brügger & Thomet APC9 FN SCAR-H으로 무장했다.

MI-5요원들은 MP5KHK G36으로 무장했다.
- 시즌 9, 에피소드 7에서는 잭바우어는 HK P30으로 무장했다.케이트는 글록으로 무장했으며 병원에 있는 경찰들은 글록으로 무장했다. 카람은 SIG-Sauer P232로 무장했다.
- 시즌 9, 에피소드 9에서는 잭바우어는 HK P30으로 무장했다.케이트와 CIA요원들은 글록과M4A1으로 무장했으며 마고와 그의부하들은 글록베레타 92Mossberg 500로 무장했다.
- 시즌 9, 에피소드 10에서는 잭바우어는 HK P30으로 무장했다.나바로는 엔필드L85A2과글록으로 무장했다.
- 시즌 9, 에피소드 11에서는 잭바우어는 HK P30으로 무장했다.케이트는 글록으로 무장했으며 습격한 러시아 비밀요원들은 HK USP와HK53SIG SG 552-2등으로 무장했다.나중에 나타난 CIA요원들은MP5을 무장했다.
- 시즌 9, 에피소드 12에서는 잭바우어는 HK P30와HK 416으로 무장했다.벨첵은HK G36과SIG Pro무장했으면 쳉과 그의 부하들은 제리코941베레타 92AKM우지 기관단총등으로 무장했다.

## 트리비아
- 시즌 2, 에피소드 9에서 잭 바우어는 M4A1 카빈을 버리기 전에 탄창을 분리한다. 그러나 뒤 장면에서는 탄창이 삽입된 상태로 나온다.
- 시즌 2, 조나단 월리스는 델타 포스 출신으로 나온다.
- 시즌 4, 에피소드 6에 등장하는 해병대는 실제 미 해병대원들이다. Lt. Col. Dave Greene은 이 부대원이었다.  보관됨 2007-06-10 - 웨이백 머신
- 심슨 가족 시즌 18 14화에서는 그 편 전체가 24를 패러디한다.
- 시즌 3 스티브 숀더스는 보스니아 비밀경찰한테 생포당해 고문당한게 아니라 세르비아 비밀경찰한테서 잡혔다. 보스니아는 당시에 미국의 동맹국이고 세르비아는 적대국이다.
- 시즌 4 잭바우어가 폴레인즈를 죽였는지 아닌지 논란이 많았다.